# BLS Internacional
BLS International es una empresa con sede en Nueva Delhi, India, que se especializa en la prestación de servicios relacionados con visas, pasaportes, asuntos consulares y asistencia a ciudadanos. Fundada en 2005, la compañía opera en más de 66 países en los cinco continentes.

## Historia

### 2005-2010
BLS International fue establecida en 2005 en Nueva Delhi, India, y comenzó sus operaciones al asegurar un contrato con la Embajada de Portugal en Delhi para gestionar el procesamiento de visas. En los años siguientes, entre 2006 y 2010, la empresa amplió sus servicios para incluir el procesamiento de visas para embajadas europeas, como las de Austria, Bélgica, Grecia y Túnez. En 2008, BLS International expandió sus operaciones a nivel internacional, brindando servicios a la Embajada de India en países como España, Kuwait, Sudán y Rusia. 

### 2011-2015
En 2011, BLS International abrió Centros de Solicitud de Visas (VAC) para la Embajada de India en los Emiratos Árabes Unidos y otras misiones indias en el Sudeste Asiático. La empresa continuó su expansión en 2012 al iniciar servicios de procesamiento de visas para las embajadas de India en Arabia Saudita y Singapur. Entre 2014 y 2015, BLS International extendió sus servicios a siete misiones indias adicionales en el extranjero, incluyendo aquellas Estados Unidos y Canadá.

### 2016
En 2016, BLS International obtuvo un contrato del Ministerio de Asuntos Exteriores y de Cooperación (MAEC) de España para la subcontratación global de visados, con un valor de 175 millones de euros.  Además, la empresa fue contratada por el Gobierno de Punjab, India, para gestionar 2.147 Seva Kendras como parte de un proyecto de gobernanza electrónica.

### 2017
En 2017, BLS International amplió su oferta de servicios al brindar asistencia consular a ciudadanos afganos en varios países del Golfo, lo que marcó una expansión más allá de su enfoque tradicional en el procesamiento de visas para ciudadanos indios. 

### 2018-2024
A partir de 2018, BLS International introdujo varios servicios de valor añadido, incluyendo seguros de viaje, biometría móvil y servicios de mensajería. En 2019, la empresa amplió sus operaciones a la región Asia-Pacífico, abarcando países como Australia, China y Japón. Para 2021, BLS International había integrado tecnologías avanzadas, como inteligencia artificial (IA) y aprendizaje automático (ML), para mejorar los procesos de registro biométrico y verificación de documentos. Además, la compañía amplió sus soluciones de gobierno electrónico para respaldar iniciativas de transformación digital. Entre 2022 y 2024, BLS International continuó expandiendo sus operaciones en África y América Latina.
En agosto de 2024, la empresa obtuvo un contrato de subcontratación global de visados del Ministerio de Asuntos Exteriores y Europeos de la República Eslovaca.Anteriormente, en mayo de 2023, la compañía logró la renovación de su contrato con el Ministerio de Asuntos Exteriores y de Cooperación de España (MAEC) por un segundo período consecutivo.
Durante este período, la compañía también amplió sus operaciones con varios contratos regionales. En noviembre de 2022, la empresa comenzó a brindar servicios para las Embajadas de Alemania en Estados Unidos de América y México. En julio de 2023, consiguió contratos con las Embajadas de Italia en Kazajstán, Senegal, Camerún, Abu Dhabi, Pakistán y Mali. A esto le siguieron contratos en febrero de 2024 para las Embajadas de Hungría en Argelia, Bangladesh, Canadá, Jordania, Omán, Qatar y Uzbekistán. En marzo de 2024, la empresa incorporó a su cartera la Embajada de la República Checa en Botsuana. En julio de 2024, la empresa comenzó a prestar servicios para la Embajada de Polonia en Filipinas. La empresa comenzó a prestar servicios para la Embajada de Portugal en Marruecos en mayo de 2024.

## Listado
Las acciones de capital de la empresa están listadas en la Bolsa Nacional de Valores de la India, la Bolsa de Valores de Bombay y la Bolsa de Valores Metropolitana.

## Adquisiciones

### Starfin India Pvt. Limitada.
En agosto de 2018, BLS International adquirió Starfin India Pvt. Ltd., una empresa dedicada a ofrecer servicios de inclusión financiera. Los términos de la adquisición no fueron divulgados.

### Zero Masa Pvt. Limitada.
En junio de 2022, la empresa adquirió Zero Mass Pvt. Ltd., un proveedor de servicios de microfinanzas y apoyo al ahorro, por un monto de 15,4 millones de dólares.

### iDATOS
En enero de 2024, BLS International adquirió iDATA por aproximadamente ₹ 720 millones de rupias. Esta adquisición tiene como objetivo fortalecer su presencia global en servicios de visados y consulares, permitiendo la operación de más de 35 centros de solicitud de visados en 15 países para los gobiernos de Alemania, Italia y la República Checa.

### Citizenship Invest
En octubre de 2024, BLS International Services Ltd. anunció la adquisición del 100 % de las acciones de Citizenship Invest (CI), una empresa con sede en Dubái que se especializa en programas de inversión acelerados para la obtención de residencia y ciudadanía en más de 15 países. El importe total de la adquisición fue de aproximadamente 31 millones de dólares, financiado en su totalidad a través de acumulaciones internas de la empresa.

## Premios

### La empresa de servicios de subcontratación de visados más fiable de la India
BLS International fue reconocida como "la empresa de servicios de subcontratación de visados más confiable de la India" en el premio India's Most Trusted Companies Award 2019. Este reconocimiento se fundamentó en una investigación llevada a cabo por la International Brand Consulting Corporation de Estados Unidos.

### El mejor proceso operativo en la subcontratación de visas
En 2019, la empresa recibió el premio al "Mejor proceso operativo en subcontratación de visados" durante el Congreso y Premios Mundiales de Calidad, que se celebró en Mumbai el 4 de julio de ese año.

### Premio a los mejores centros de facilitación de visados
En 2018, BLS International fue galardonada con el premio al "Mejor Centro de Facilitación de Visados" en los Premios de Liderazgo en Viajes y Turismo de Oriente Medio, celebrados en Dubái. Asimismo, ese mismo año, la empresa recibió el premio a la "Excelencia en el sector de viajes" en los Premios a las Mejores Prácticas de CMO Asia, que tuvieron lugar en Singapur.

### La mejor empresa de servicios de externalización de visados de la India
En 2017, BLS International fue reconocida como la "Mejor empresa de servicios de subcontratación de visados de la India" en los premios a la Mejor Empresa del Año de la India, que se llevaron a cabo en Mumbai.